# 1026
| 1026               |
| ------------------ |
| Dødsfald - Fødsler |
|                    |

| Gregoriansk kalender | 1026 MXXVI              |
| Ab urbe condita      | 1779                    |
| Armensk kalender     | 475 ԹՎ ՆՀԵ              |
| Kinesiske kalender   | 3722 – 3723 乙丑 – 丙寅 |
| Etiopisk kalender    | 1018 – 1019             |
| Jødisk kalender      | 4786 – 4787             |
| Hindukalendere       |                         |
| - Vikram Samvat      | 1081 – 1082             |
| - Shaka Samvat       | 948 – 949               |
| - Kali Yuga          | 4127 – 4128             |
| Iransk kalender      | 404 – 405               |
| Islamisk kalender    | 417 – 418               |

Konge i Danmark: Knud den Store 1019-1035
Se også 1026 (tal)

## Begivenheder
- Knud 2. den Store slår Sverige og Norge i Slaget ved Helgeå i Skåne